# Romul Moldovan
Romul Moldovan (n. 21 aprilie 1884, Orosia, comitatul Mureș-Turda, Regatul Ungariei - d. 1 aprilie 1942, Ocna Mureș, Regatul României) a fost învățător și deputat în Marea Adunare Națională de la Alba Iulia, organismul legislativ reprezentativ al „tuturor românilor din Transilvania, Banat și Țara Ungurească”, cel care a adoptat hotărârea privind Unirea Transilvaniei cu România, la 1 decembrie 1918.

## Biografie
Romul Moldovan a studiat la Institutul Teologic-Pedagogic din Blaj. A devenit învățător în Cămăraș, Silivașu de Câmpie și Orosia, iar din 1932 în Ocna Mureș.

## Activitate politică

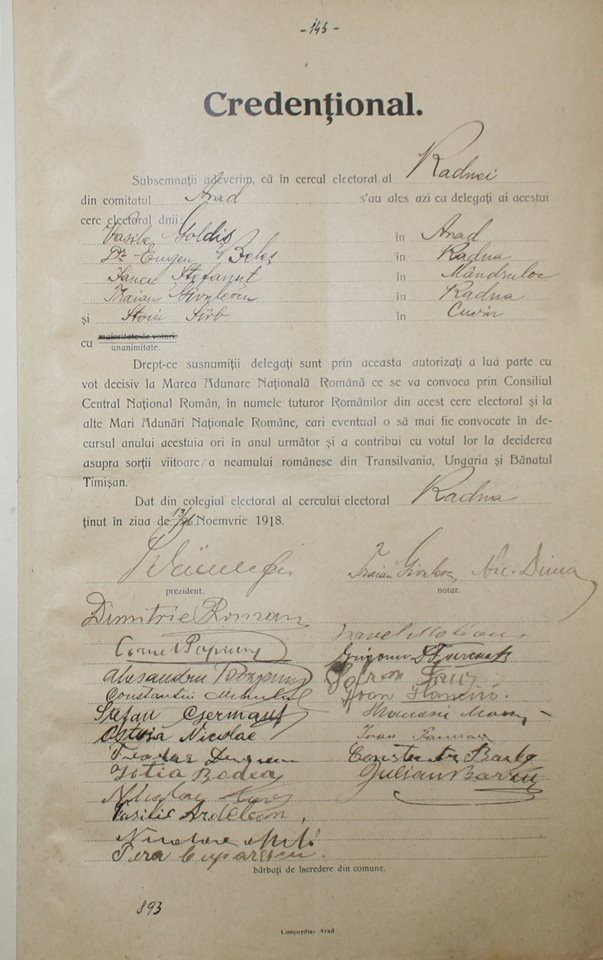
Credențional

A participat la Marea Adunare Națională de la Alba Iulia din 1918 în calitate de delegat de drept al Reuniunii Învățătorilor din Protopopiatul Mureș-Uioara.